# نورتفیلد (ماساچوست)
نورتفیلد(به انگلیسی: Northfield) شهرکی در شهرستان فرانکلین ایالت ماساچوست می‌باشد که در سال ۱۷۲۳ بنیان‌گذاری شده‌است. این شهرک در سرشماری سال ۲۰۱۰ میلادی، ۳٬۰۳۲ نفر جمعیت داشته‌است.